# Biserica romano-catolică Sf. Ioan Nepomuk din Chidea
Biserica romano-catolică Sf. Ioan Nepomuk din Chidea, comuna Vultureni, județul Cluj, datează din 1766. Biserica se află pe noua listă a monumentelor istorice sub codul LMI:  CJ-II-m-B-07563.

## Localitatea
Chidea (în maghiară Kide) este un sat în comuna Vultureni din județul Cluj, Transilvania, România. Prima mențiune documentară este din anul 1332, cu denumirea Kyde. 

## Istoric
A fost construită în jur de 1766. Are hramul Presfânta Inimă a lui Isus și Sf. Ioan Nepomuk. 
Aici a activat ca preot până în 1918 József Nyirő, excomunicat în 1919 din cauza unei relații amoroase.

## Imagini din exterior

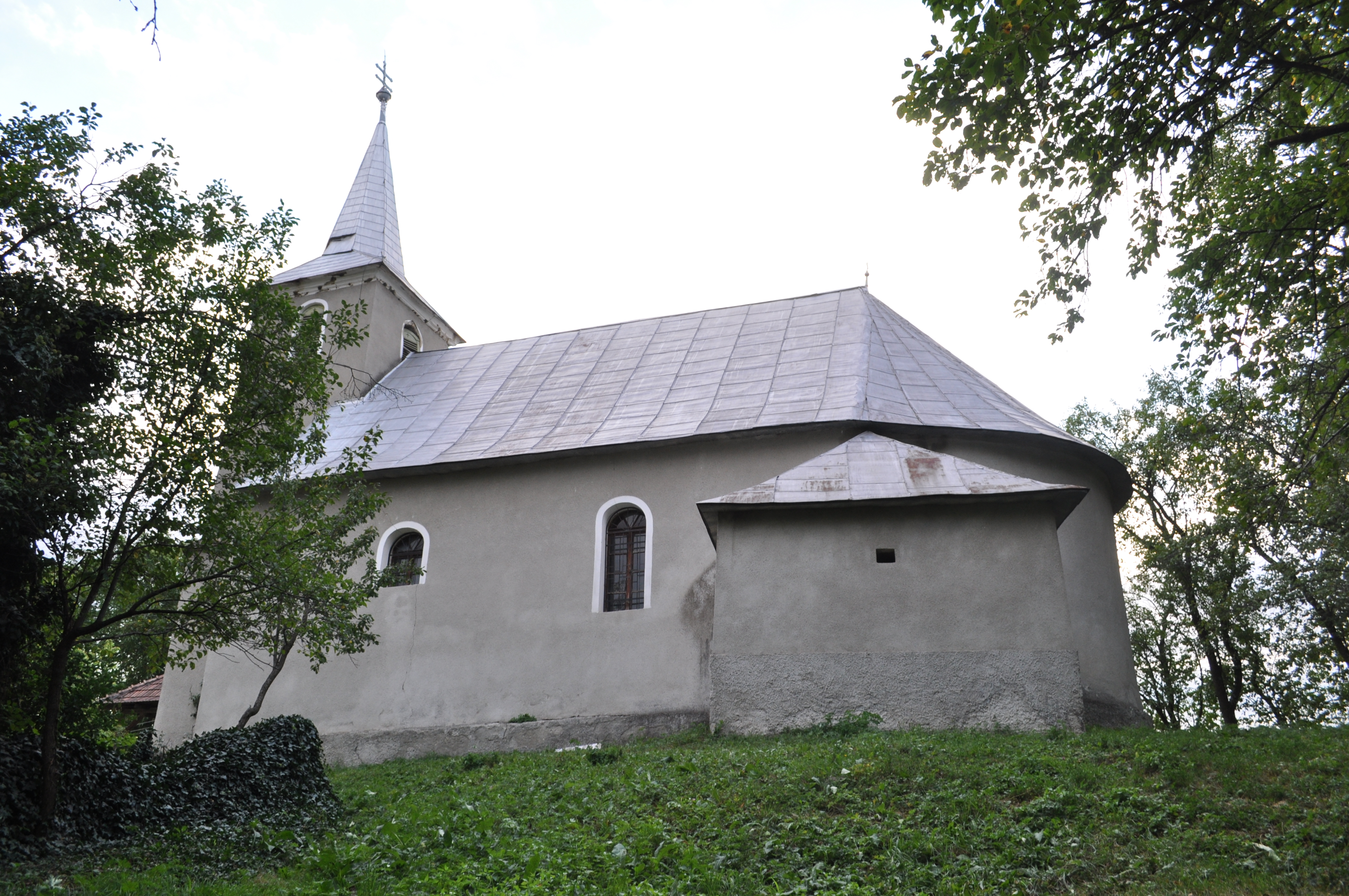
Biserica romano-catolică din Chidea, comuna Vultureni, județul Cluj, foto: septembrie 2011.
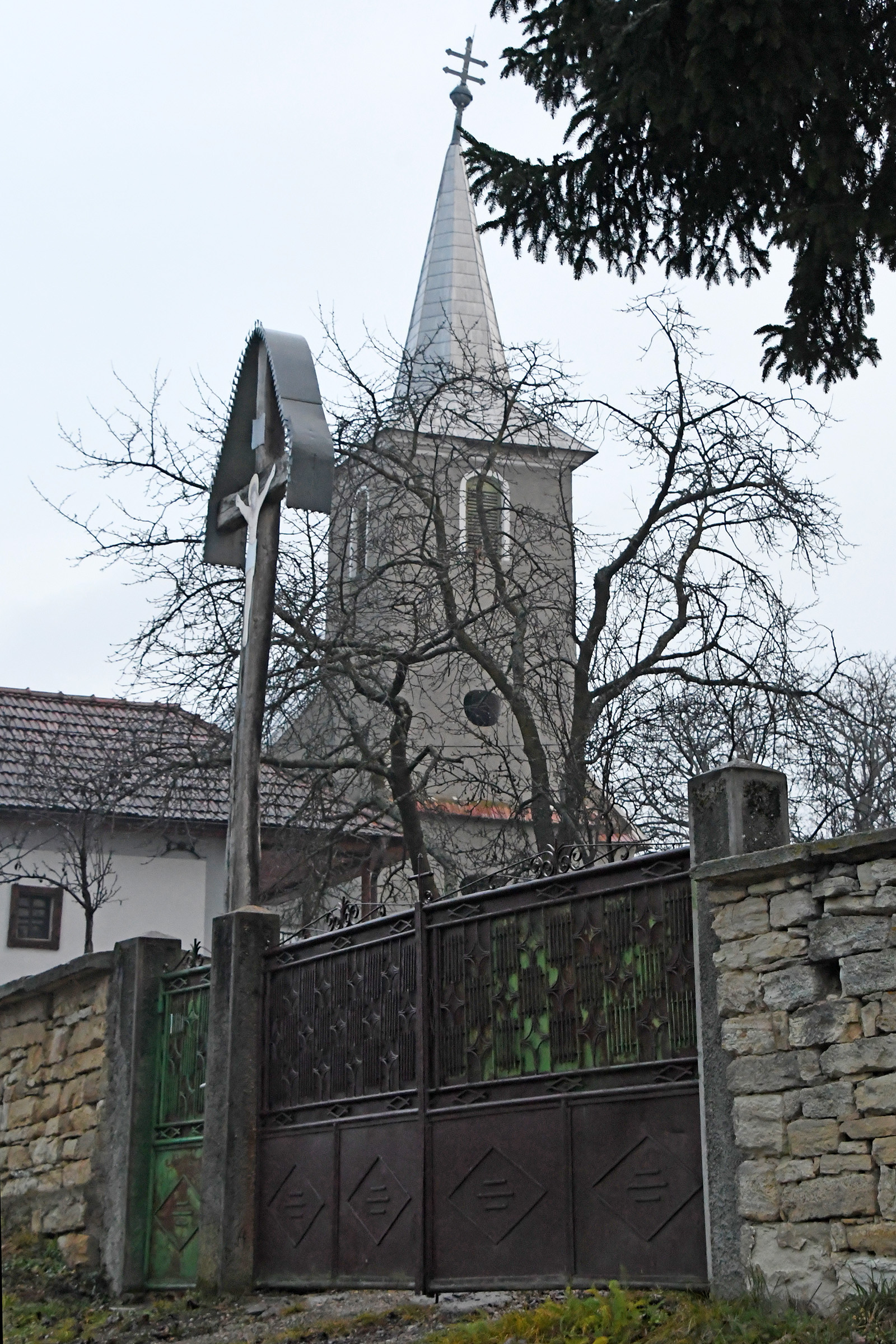
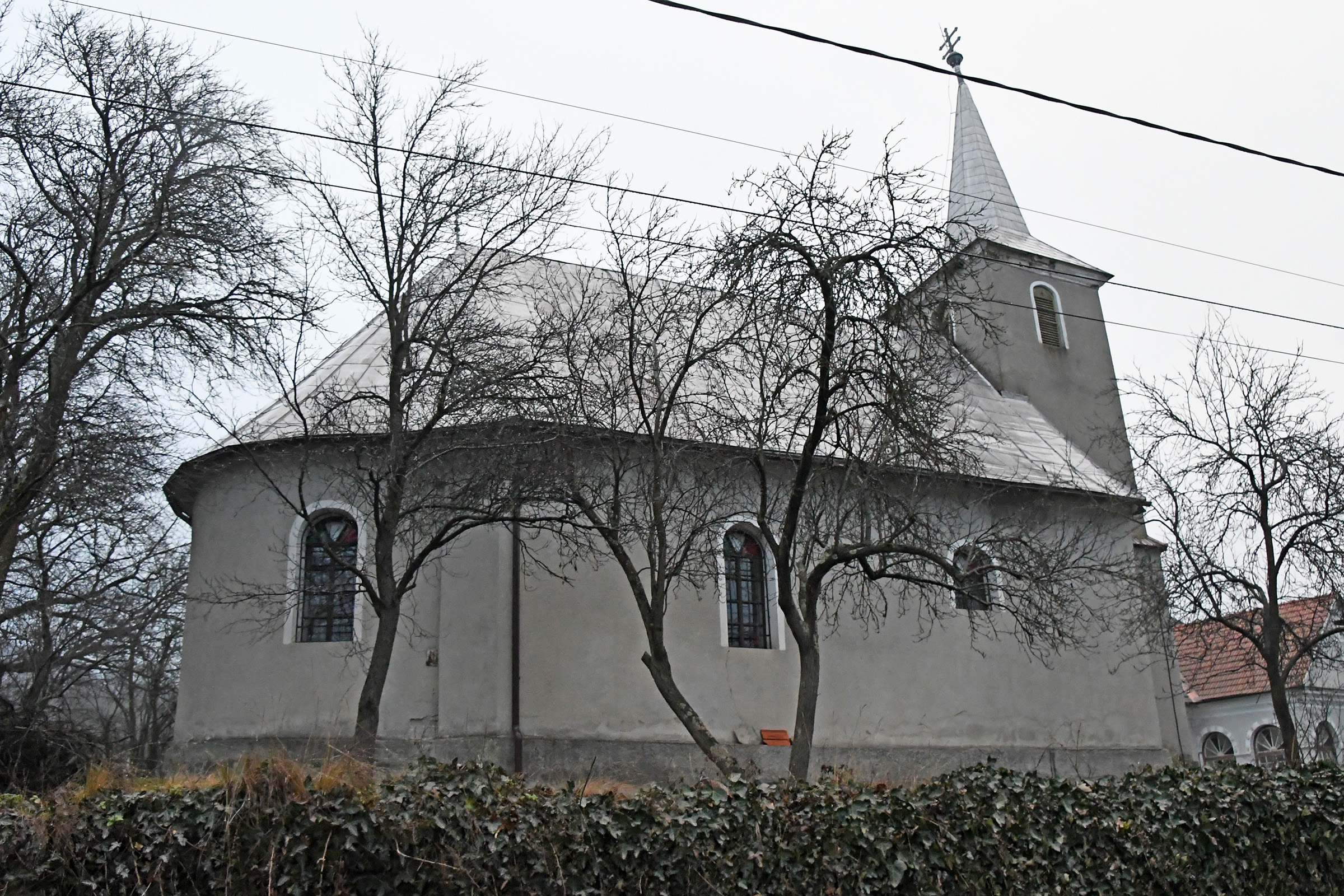
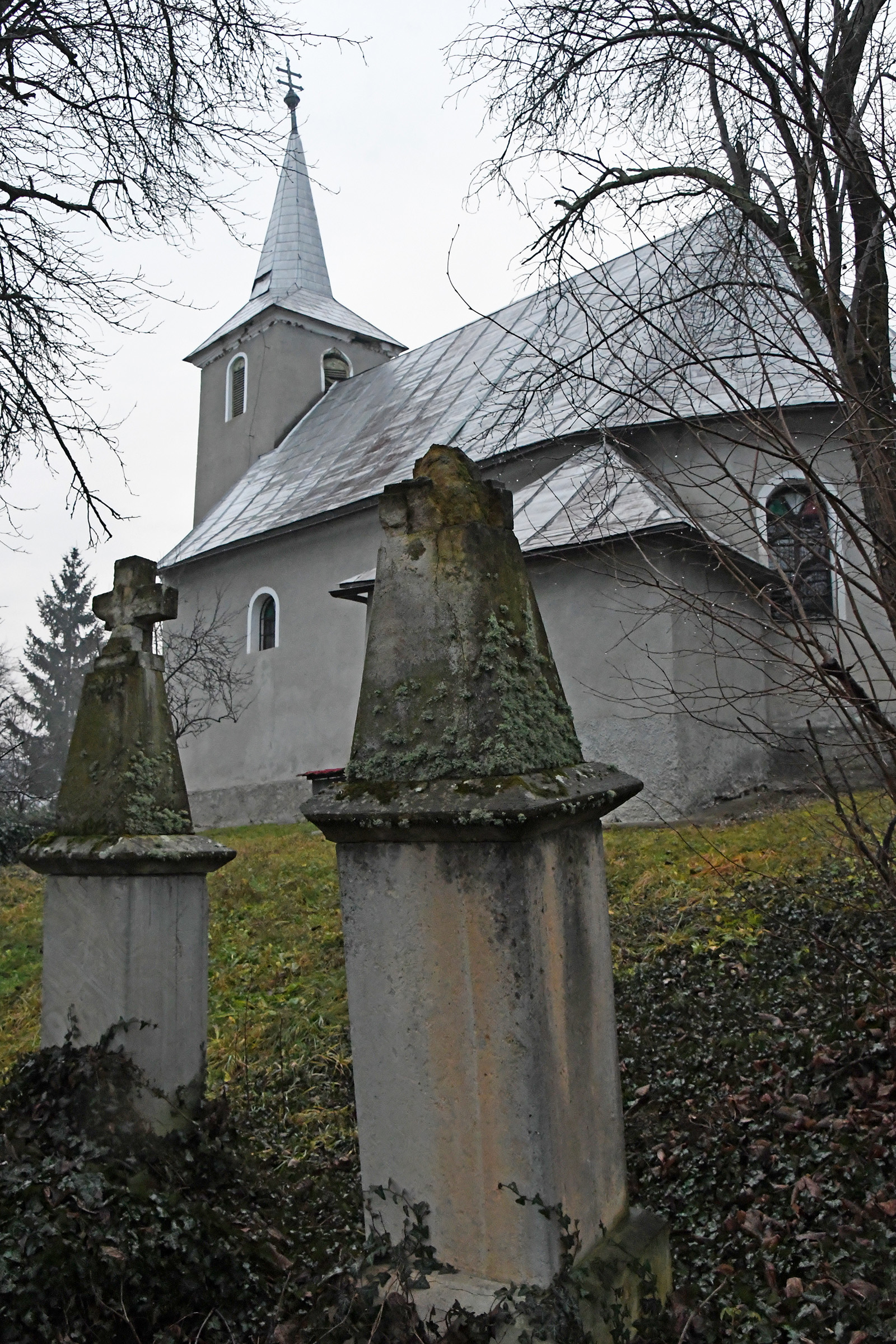
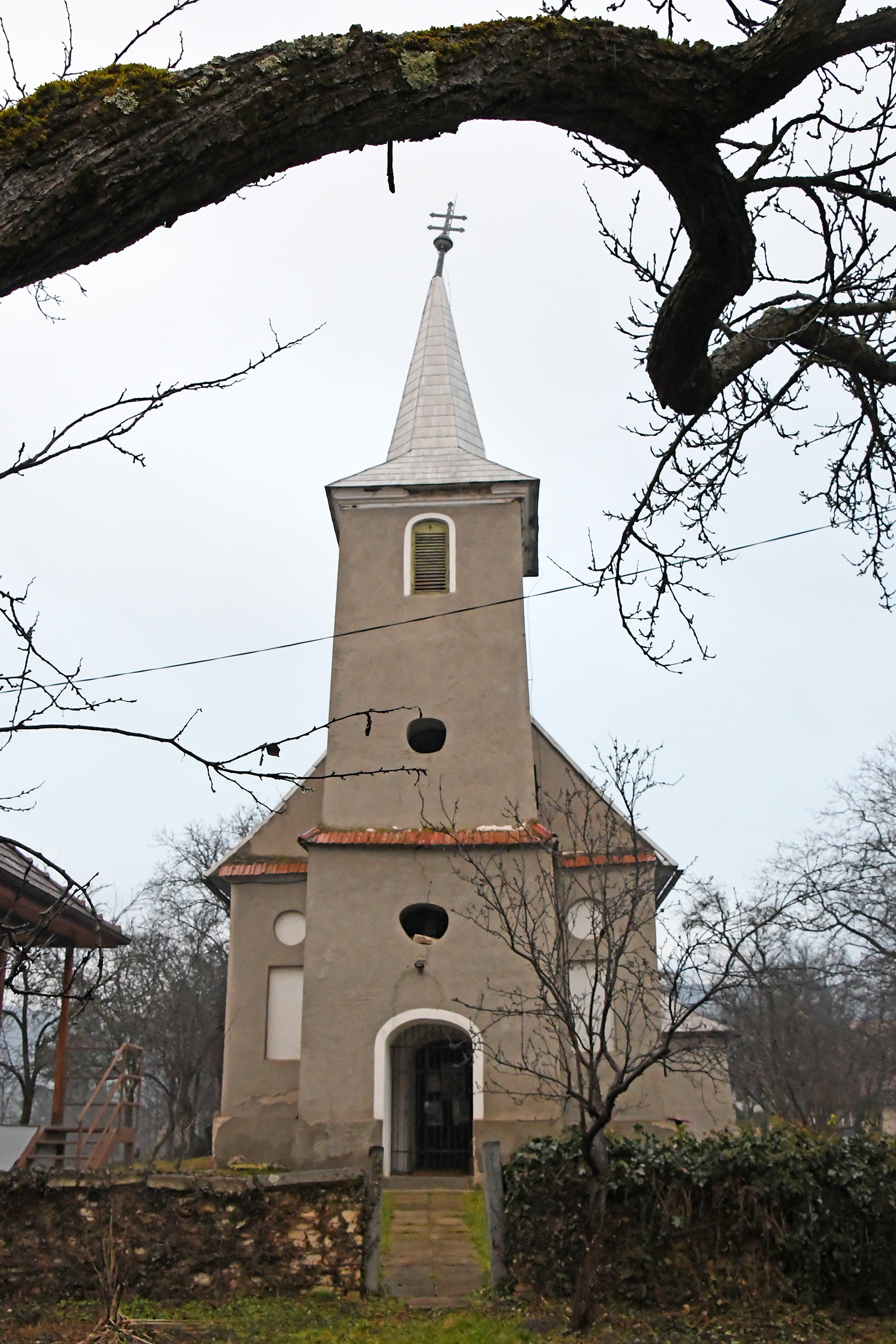
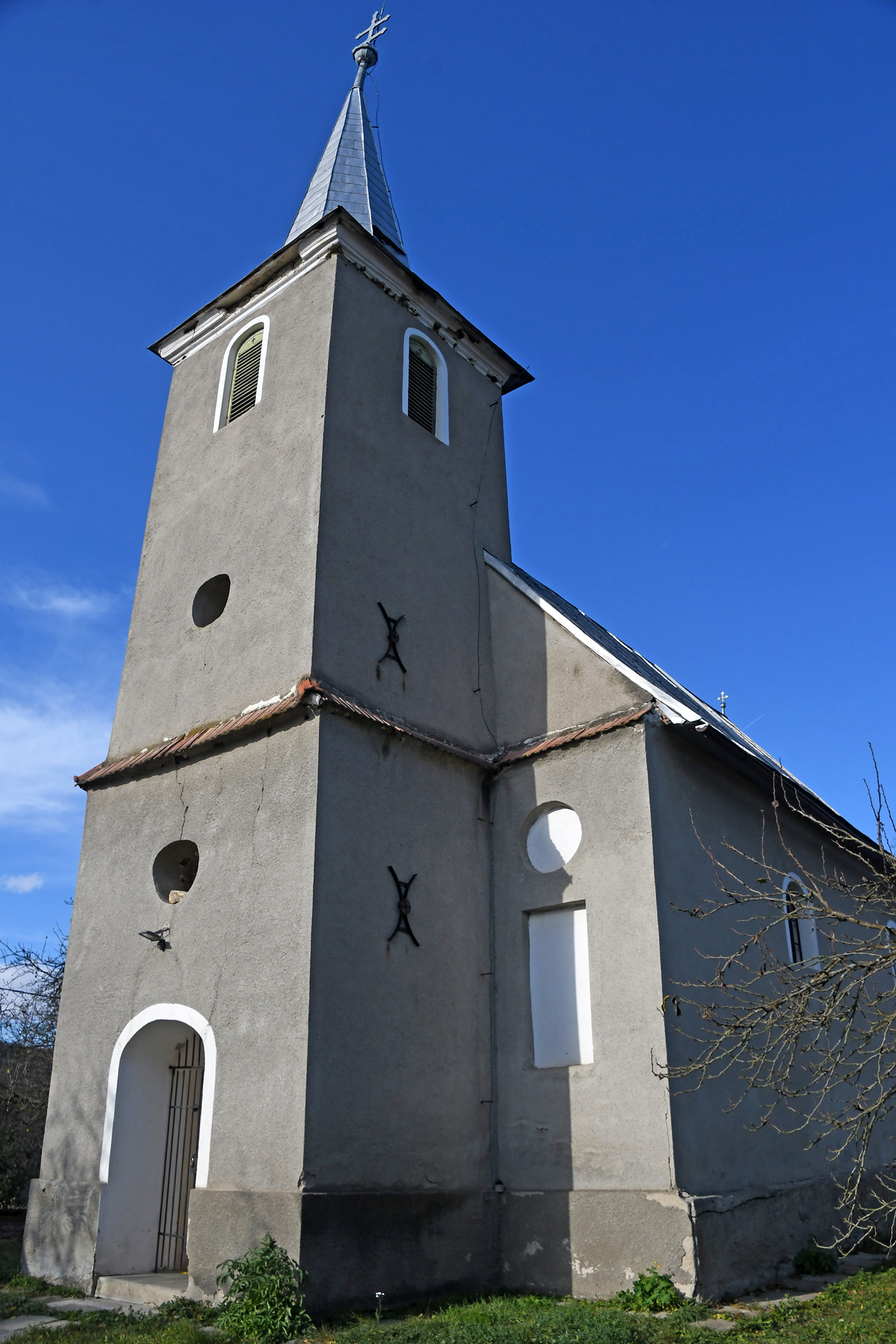

## Imagini din interior

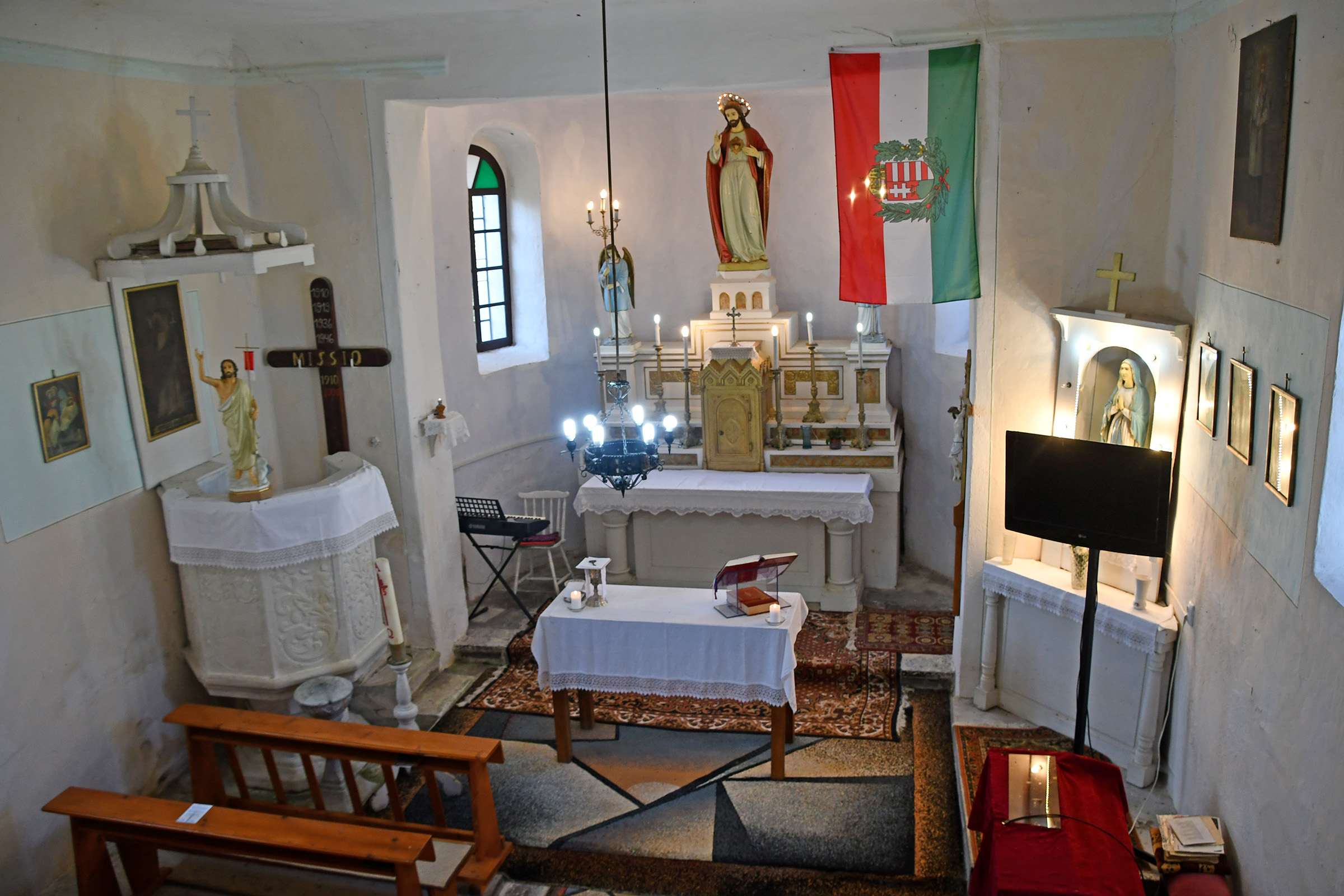
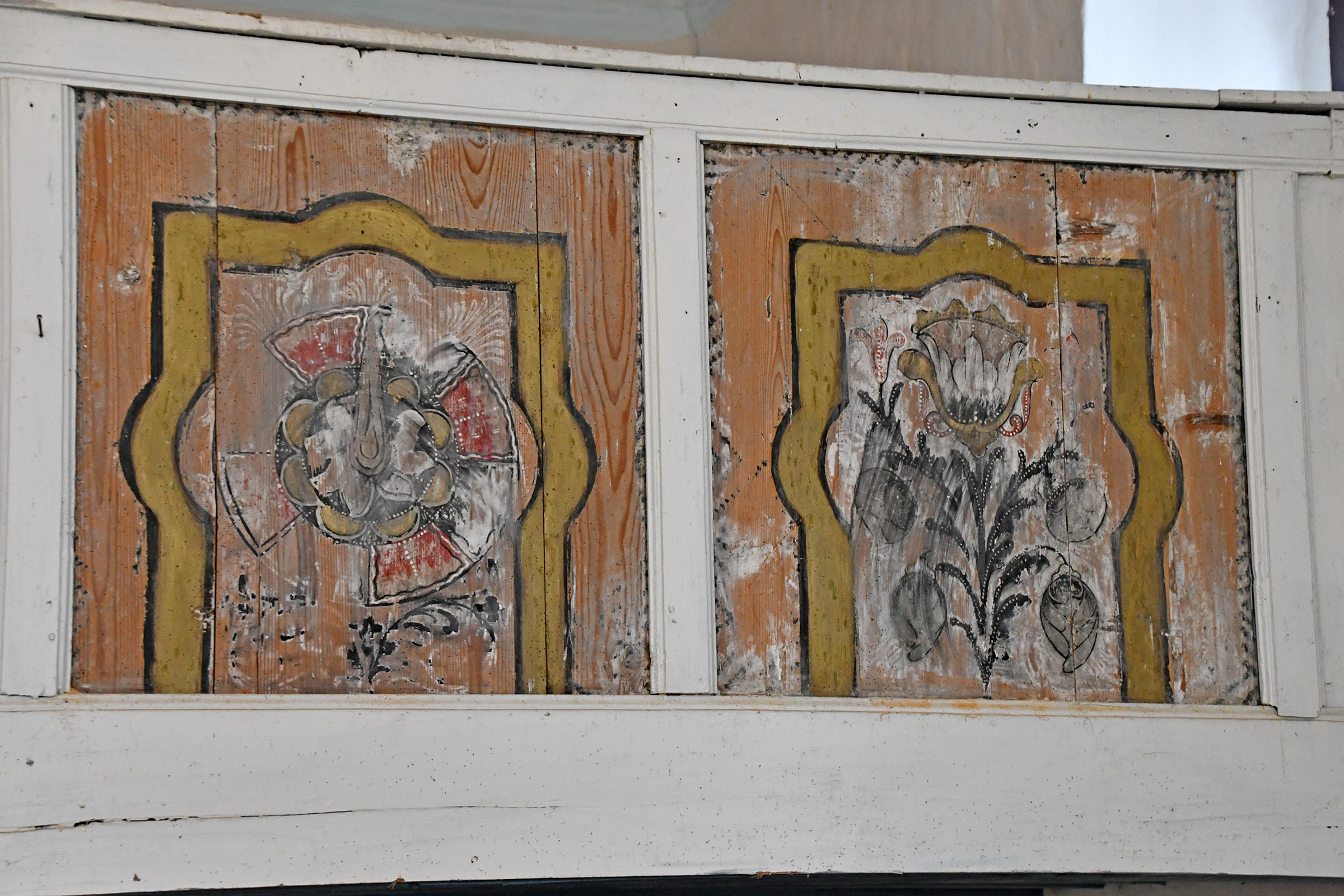
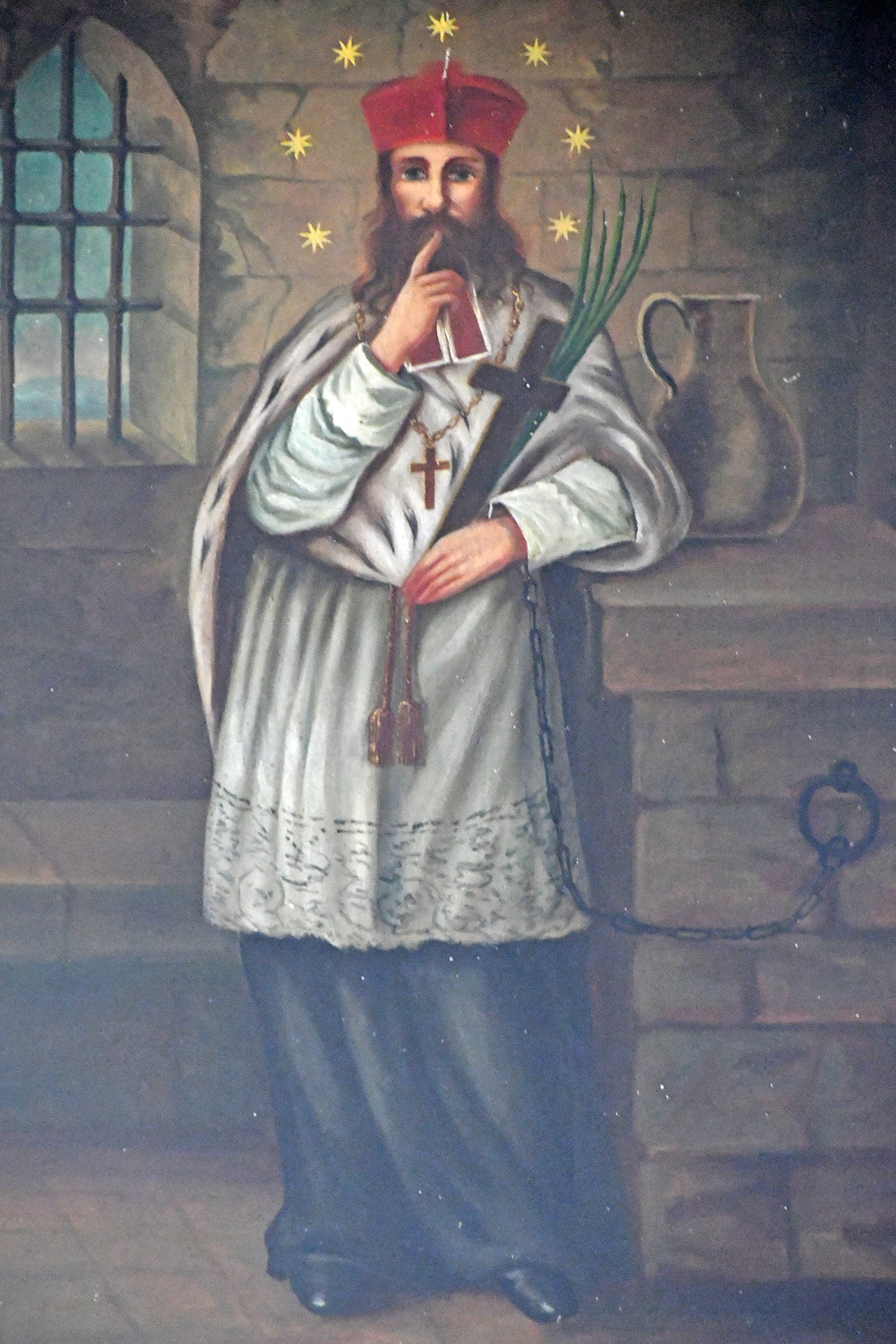
Sfântul Ioan Nepomuk
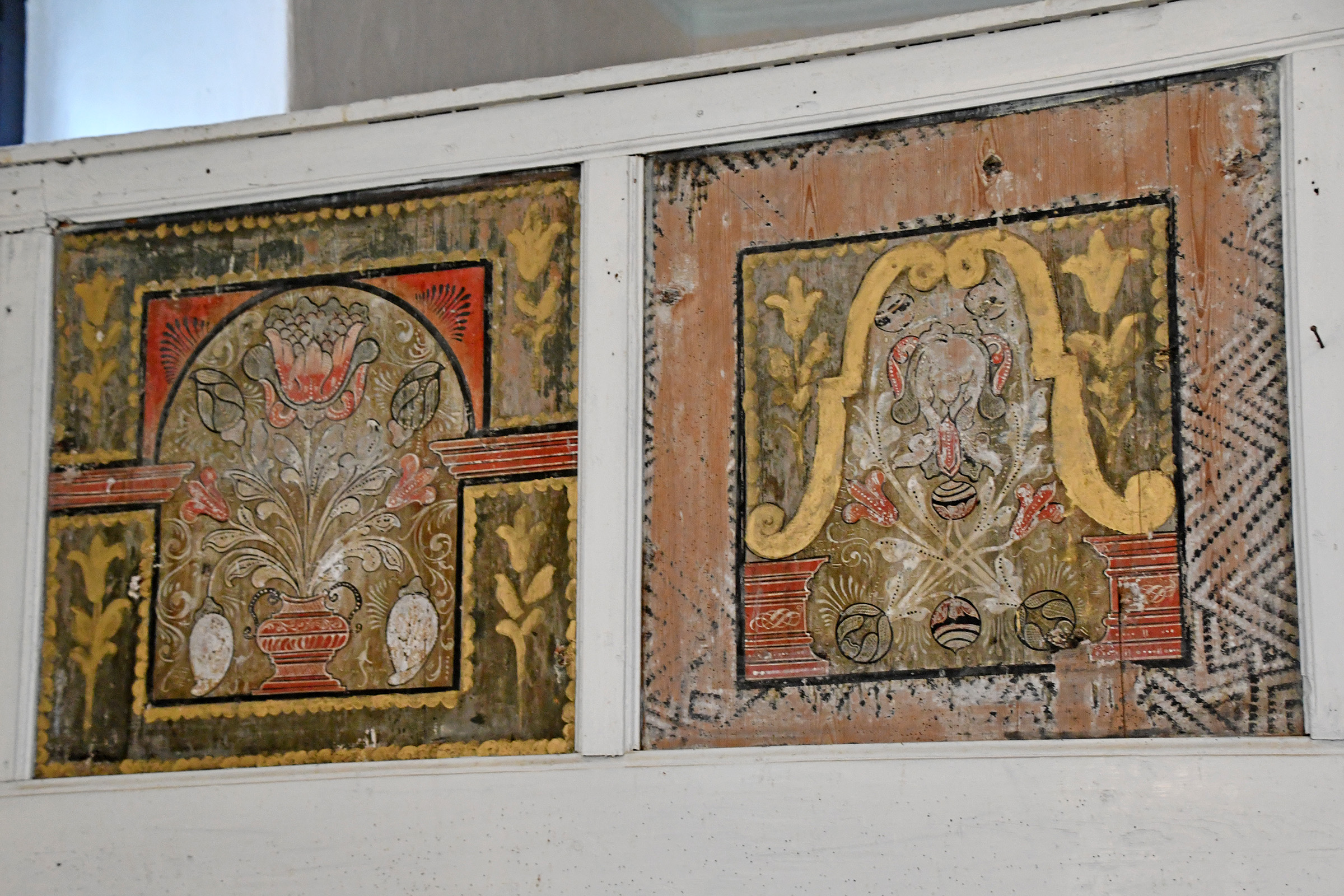
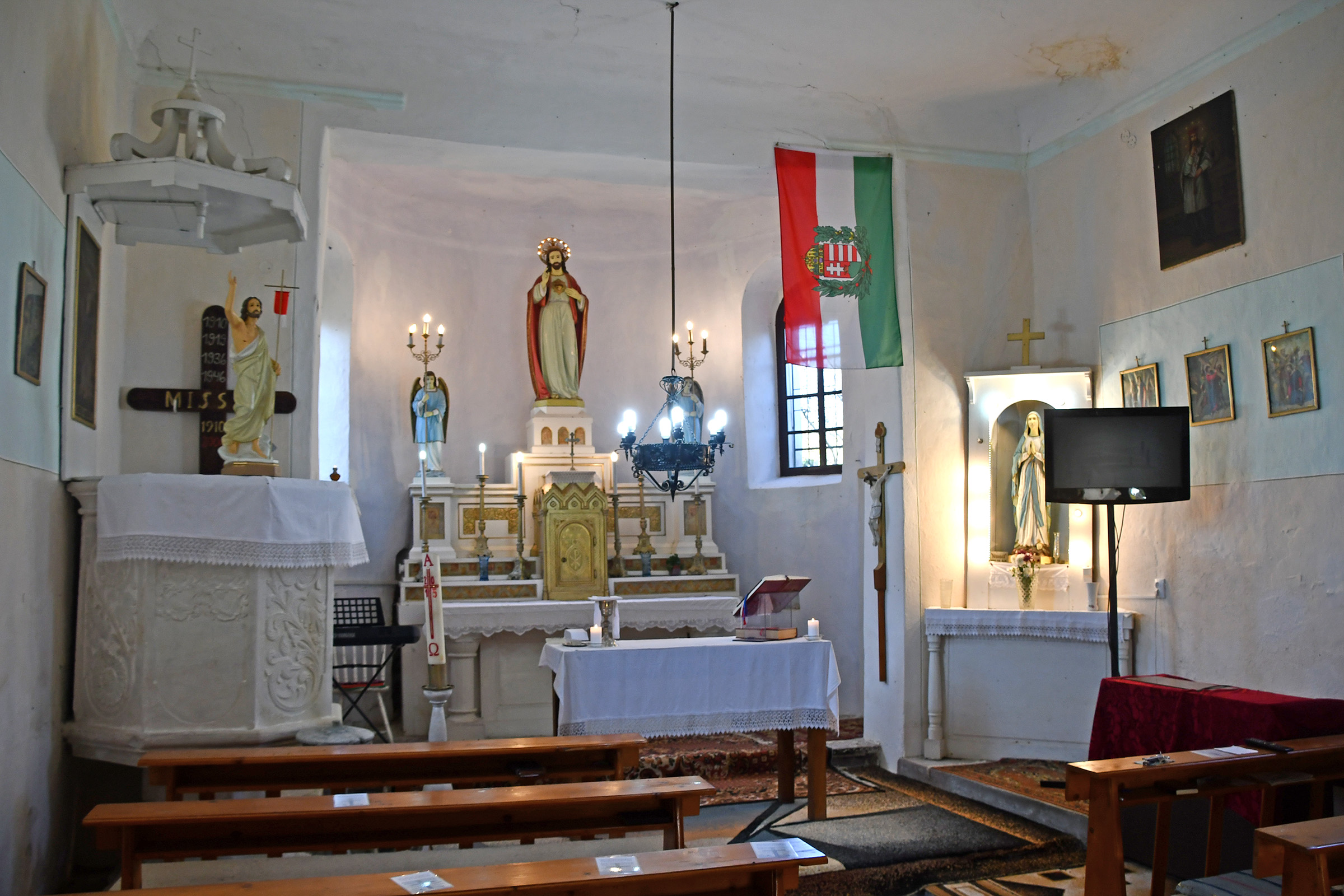
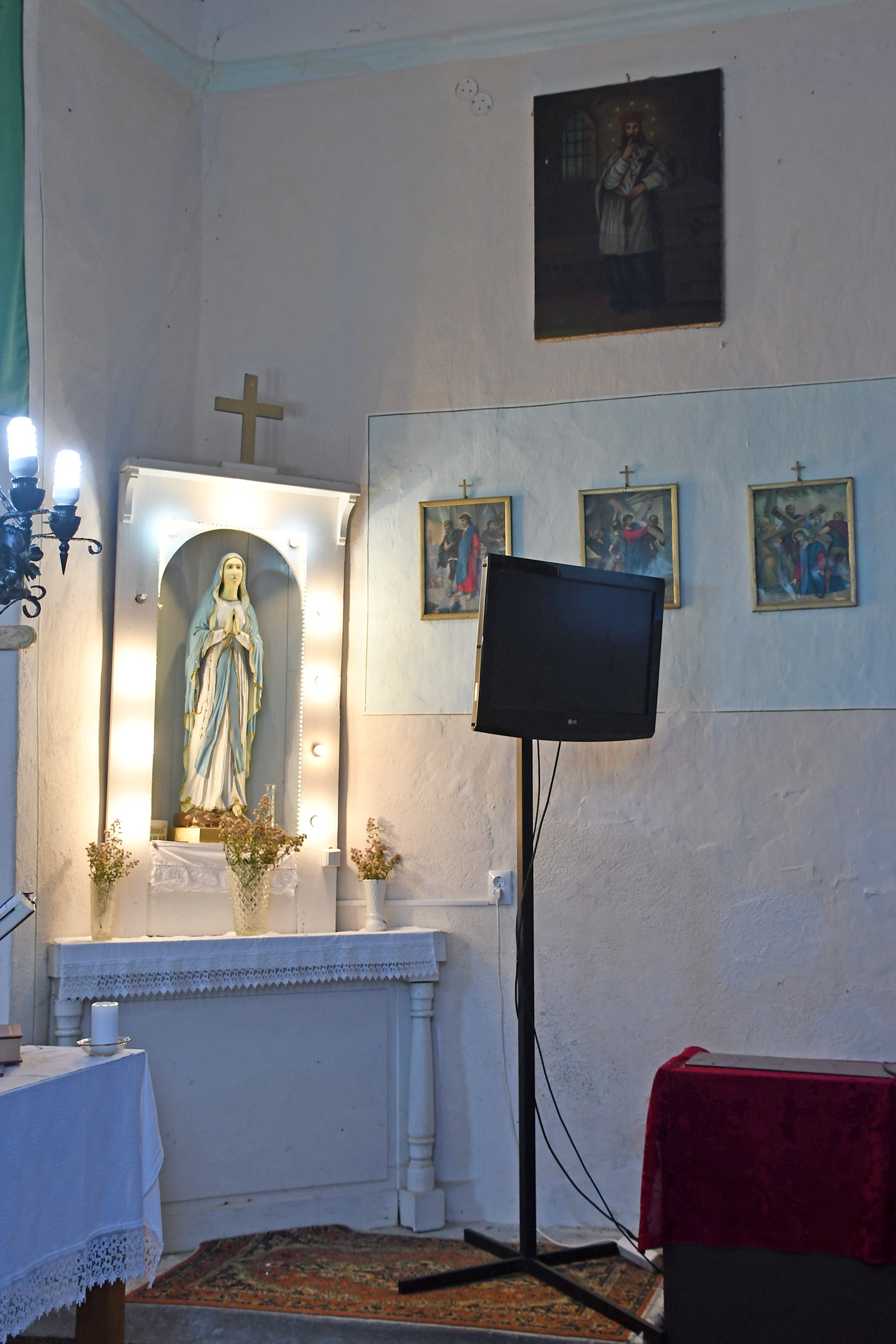
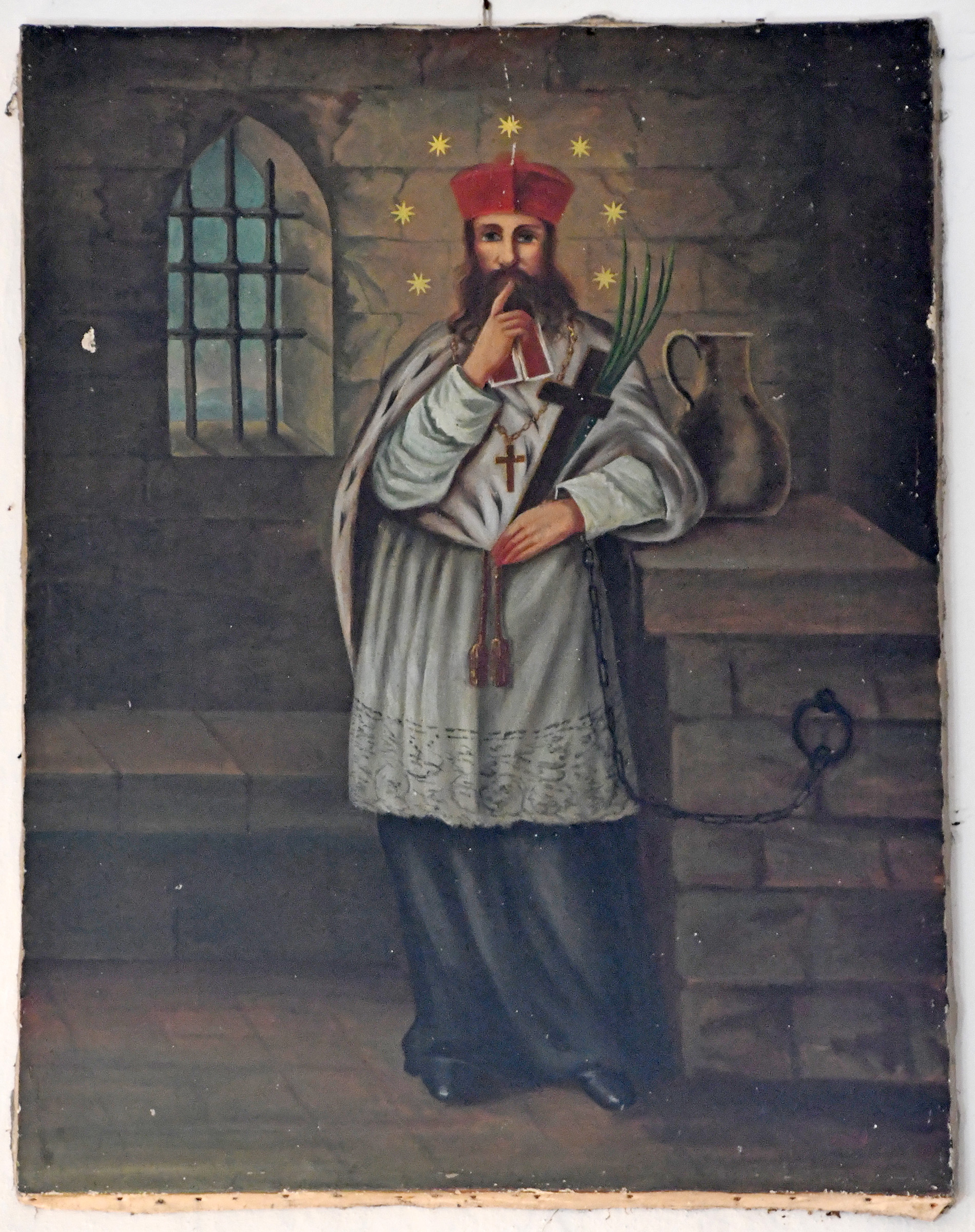
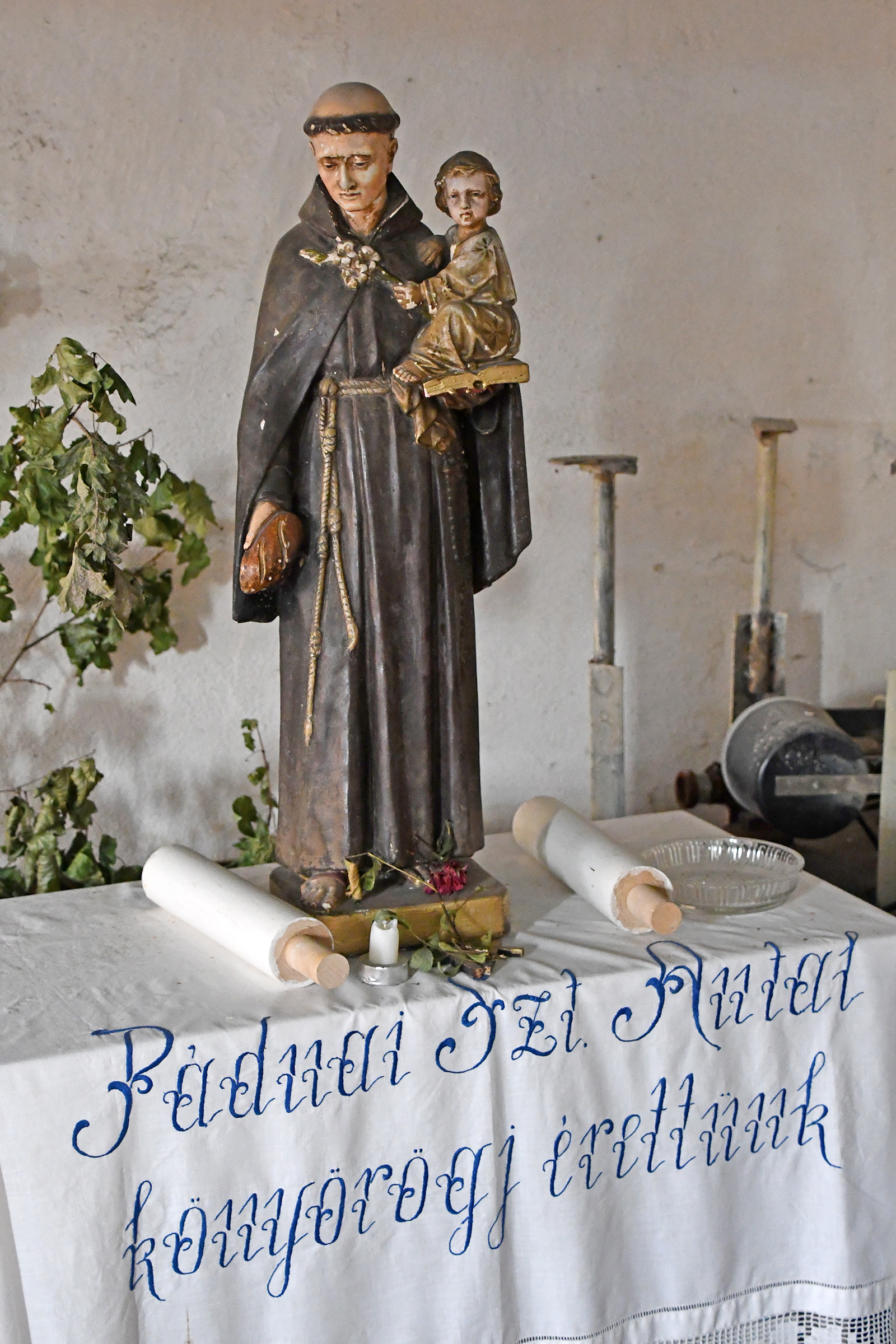
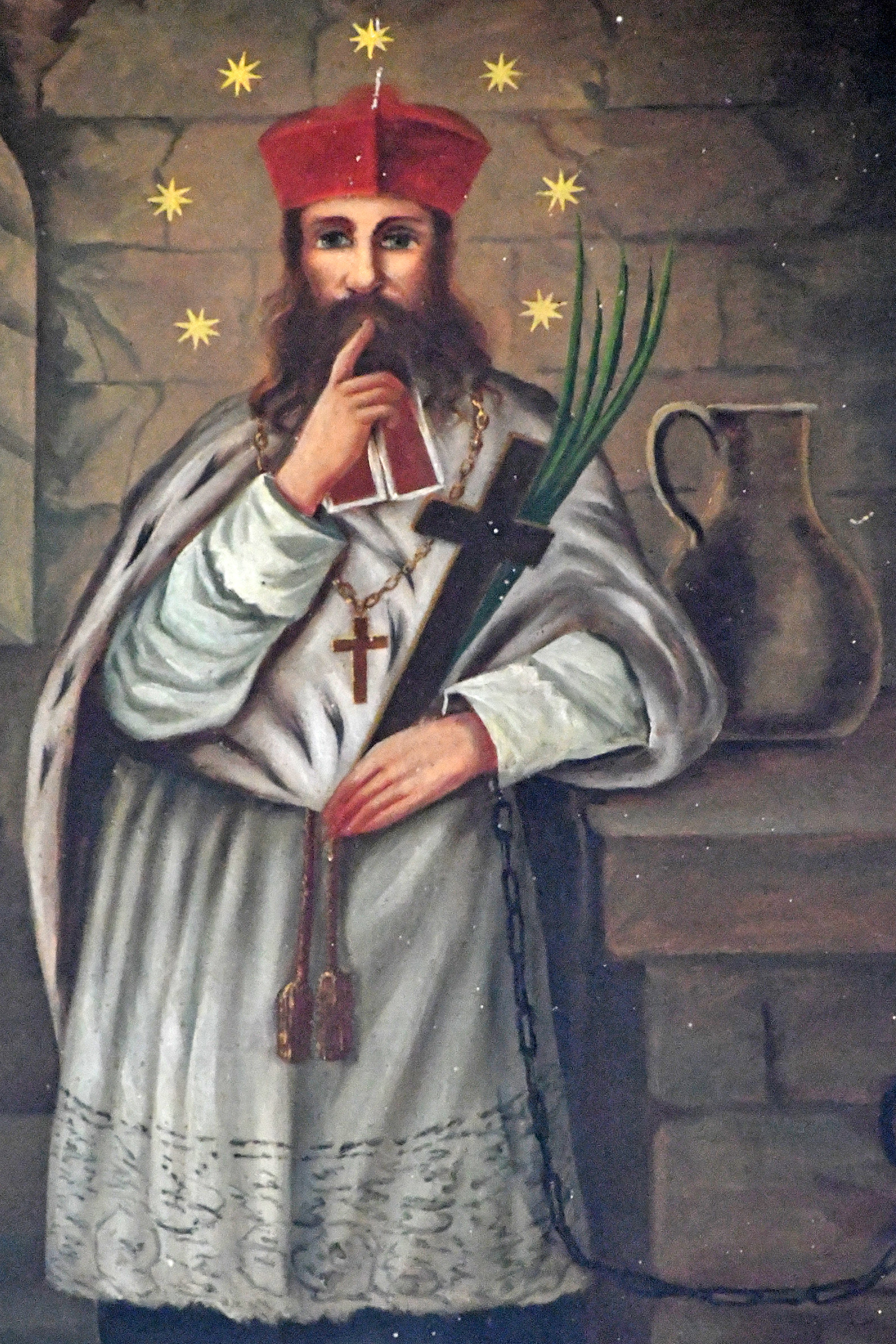